# سمامة بنية الخلف
سمامة بنية الخلف (الاسم العلمي: Hirundapus giganteus) هو نوع من فصيلة سمامة.